# Babin Kal
Babin Kal (cyr. Бабин Кал) – wieś w Serbii, w okręgu pirockim, w gminie Bela Palanka. W 2011 roku liczyła 24 mieszkańców.